# Кырджан, Фикрет
Али Фикрет Кырджан (тур. Fikret Kırcan; 25 декабря 1919, Стамбул — 26 ноября 2014, Стамбул) — турецкий футболист и функционер. Он провёл всю свою карьеру игрока в «Фенербахче», поэтому весьма почитается клубом и считается, как по мнению коуба, так и фанатов, одной из самых значимых фигур в истории клуба. Он является одним из пяти игроков, чьи имена упоминаются в гимне «Фенербахче». На протяжении 22 лет он защищал цвета родного клуба. В 1950-х и 60-х годах он работал функционером Турецкой футбольной федерации и в это же время до 1970-х годов, был должностным лицом «Фенербахче». Вместе с ним в «Фенербахче» играл его тёзка Фикрет Арыджан (1912—1994), поэтому Кырджана стали называть Кючюк Фикрет (рус. маленький Фикрет), а его товарища по команде — Бюйюк Фикрет (рус. большой Фикрет). Это прозвище закрепилось за Кырджаном на всю его оставшуюся жизнь.

## Ранние годы
Отца Фикрета Кырджана звали Юсуф Зия-бей, он был мутасаррифом (своего рода губернатор в Османской империи) санджака Мардин. Семья жила в Стамбуле, в районе Кадыкёй, жители которого болели за «Фенербахче», Кырджан был четвёртым ребёнком в семье. Отец Кырджана был близким другом турецкого поэта Тевфика Фикрета, в честь которого и назвал своего сына Али Фикретом. Когда Кырджану было четыре года, его отец умер от сердечного приступа в Мидьяте. После неожиданной смерти отца семья вернулась в Стамбул и поселилась в Фенерйолу, район Кадыкёй, по соседству с районом Фенербахче. Затем мать Фикрета, Суфия Кырджан, отправила сына в местную французскую школу. В течение этого времени стал проявляться спортивный талант Кырджана. На детско-юношеских спортивных соревнованиях среди учеников стамбульских начальных школ, приуроченных ко Дню независимости и детей, Кырджан занял первое место в беге на 100 метров. После того, как в 1931 году французская школа была расформирована, Кырджан продолжил учёбу в начальной школе № 6. В это время он начал играть в футбол во дворах Фенерйолу. В качестве футбольного поля он и его друзья использовали местный пустырь. Вскоре друзья создали свою неофициальную футбольную команду «Фенерйолу».

## Карьера игрока

### Клубная карьера
Переломным в жизни Кырджана стал 1933 год. В то время он играл за свой клуб «Фенерйолу» и за ученическую команду Кадыкёйской мужской средней школы. Он вместе со своими друзьями Неждетом Эрдемом и Шерефом посетил молодёжную базу «Фенербахче» и получил предложение провести товарищеский матч между «Фенерйолу» и молодёжным составом «Фенербахче». Так как «Фенербахче» пользовался большой популярностью, игроки «Фенерйолу» сразу согласились. Хотя «Фенерйолу» проиграл со счётом 0:2, после окончания матча Кырджану предложили перебраться в «Фенербахче». Кырджан сразу же согласился, но его мать была категорически против. После того, как ему удалось переубедить свою мать, 14-летний Кырджан присоединился к молодёжному составу «Фенербахче».
Перейдя в «Фенербахче», Кырджан упорно тренировался, чтобы попасть в первую команду. После того, как в 1935 году молодёжная команда «Фенербахче» выиграла чемпионат Стамбула, его перевели в основную команду. После нескольких тренировок представитель и бывший игрок клуба Зеки Рыза Спорель подошёл к Кырджану и сообщил ему, что в следующее воскресенье тот сыграет в товарищеском матче против клуба «Чанкая» из Анкары. «Фенербахче» разгромил соперника со счётом 5:0, 16-летний Кырджан играл на позиции правого вингера. Спорель был доволен игрой Кырджана, по просьбе последнего отправил его назад в молодёжную команду.
В последующие годы, хотя Кырджан играл в основном за молодёжную команду, он эпизодически участвовал в матчах первой команды. 10 ноября 1935 года он сыграл в матче Стамбульской лиги против «Топкапы», это был его дебют на официальном уровне. В то время в Турции не существовало единой профессиональной лиги, в крупных городах, таких как Стамбул, Анкара и Измир проводились региональные лиги, Стамбульская лига считалась наиболее престижной. В 1935/36 сезоне «Фенербахче» выиграл турнир, а Кырджан завоевал свой первый титул в профессиональном футболе.
В это время, в частности на момент товарищеского матча против венгерского МТК, Кырджан продолжал играть за молодёжную команду. Основной причиной стал тот факт, что в то время был принят закон, который запрещал клубам заявлять студентов за основную команду. Так Кырджан провёл ещё некоторое время в молодёжном составе, а затем был переведён в резервную команду, «Фенербахче В». Вторая команда «Фенербахче» выступала в Стамбульском кубке резервных команд и боролась за победу с дублем «Галатасарая». Принципиальные соперники сошлись в финале. После безголевой ничьи в основное время игра перешла в овертайм. Кырджан продемонстрировал индивидуальное мастерство, обошёл противника и воспользовался ошибкой вратаря, который далеко вышел из ворот. Гол Кырджана принёс «Фенербахче» победу.
В 1936 году Кырджан поступил среднюю школу Хайдарпаши и, следовательно, не мог играть за первую команду «Фенербахче». Таким образом, он продолжал играть за дубль и за школьную команду. В этой же школе учился ряд других игроков «Фенербахче» и «Галатасарая»: Эшфак Айкач, Сабри Кираз, Халит Дерингер и Муздат Йеткинер, благодаря этому у школы была довольно сильная команда. Во время школьных каникул осенью 1938 года Кырджана вновь приняли в первую команду «Фенербахче», он сыграл три матча и забил четыре гола, чем привлёк к себе внимание.
После того, как в 1939 году Кырджан окончил среднюю школу, он вернулся в основную команду «Фенербахче» и сосредоточился исключительно на футболе. В первом сезоне после своего окончательного возвращения (1939/40) Кырджан и его команда боролись за чемпионство с ещё одним принципиальным соперником, «Бешикташ». В ходе упорной борьбы «Фенербахче» на одно очко отстал от «Бешикташа» и занял второе место. В этом же сезоне команда Кырджана принимала участие в Чемпионате дивизиона — любительском турнире, в котором участвовали команды из трёх крупнейших городов Турции (Стамбула, Анкары и Измира), он проводился после Стамбульской футбольной лиги — весной и летом. В этом чемпионате «Фенербахче» существенно оторвался от остальных команд и выиграл турнир. Кырджан сыграл все матчи турнира, забил восемь голов и отдал несколько голевых передач. По числу голов среди игроков «Фенербахче» его опередил лишь Мели Котанки, который стал лучшим бомбардиром турнира.
До середины 1950-х годов Кырджан был неотъемлемой частью основы команды. Летом 1952 года изменился регламент Стамбульской лиги. На её базе была основана Стамбульская профессиональная лига и Вторая лига Стамбула. «Фенербахче» в профессиональной лиге. В то время Кырджан хотел закончить свою карьеру. Однако руководство клуба хотело провести смену поколений, для этого планировалось оставить в команде некоторых бывалых игроков, чтобы те передали свой опыт молодёжи. Таким образом Кырджан и двое его товарищей, Муздат Йеткинер и Мехмет Али Хас, остались в команде ещё на пару лет. Омоложённый «Фенербахче» завершил свой первый сезон в Стамбульской профессиональной лиге на третьем месте, а в следующем сезоне (1952/53) выиграл турнир. Кырджану удавалось сохранять место в основе до сезона 1953/54, в последние два года своей карьеры он выпал из основного состава и появлялся на поле лишь эпизодически.
Летом 1956 года он закончил свою карьеру в возрасте 36 лет. 7 октября состоялся прощальный матч Кырджана против «Динамо Москва».

### Национальная сборная
Значительная часть игровой карьеры Кырджана пришлась на время Второй мировой войны, поэтому свою международную карьеру он начал лишь в 1948 году. Свой первый матч за сборную Турции он сыграл против Греции. В этой игре, которую его команда выиграла со счетом 3:1, Кырджан также отметился первым голом в сборной Турции, открыв счёт. К лету 1955 года он сыграл ещё 11 матчей и забил один гол.
Со сборной Турции Кырджан принял участие в летних Олимпийских играх 1948 года, где его команда дошла до четвертьфинала, уступив Югославии. Летом 1949 года он участвовал со сборной в Средиземноморском кубке, где занял второе место, уступив Италии.

## Карьера функционера
В июле 1958 года Кырджан попал в штаб нового президента «Фенербахче», Аги Эрозана, он получил должность спортивного директора. Несмотря на то, что через год Эрозан покинул пост, Кырджан продолжал исполнять свои обязанности и при его преемниках до 1963 года.
С 1959 года он также параллельно работал в Турецкой федерации футбола, занимая должность функционера и менеджера.
В марте 1967 года он снова был избран в штаб президента «Фенербахче», которым на тот момент был Фарук Илгаз.

## Смерть
Кырджан умер 26 ноября 2014 года в родном Стамбуле. После полуденной молитвы в мечети Караджамет Шаирин он был похоронен на одноимённом кладбище. На его похоронах присутствовали как представители «Фенербахче», так и основных конкурентов его клуба, «Галатасарая» и «Бешикташа».